# Sami Zayn
Rami Sebei, född 12 juli 1984 i Laval, Quebec, Canada , är en syrisk-kanadanesisk fribrottare som wrestlar för WWE i showen RAW under namnet Sami Zayn.
Innan Sebei var med i WWE wrestlade han i indyscenen under namnet El Generico. Sebei tecknade ett kontrakt med WWE 2013 och fribrottade på showen NXT där han blev NXT Champion en gång. Han lämnade NXT 2015.
2017 blev Sebei heel (Ond) den första gången i sin karriär efter att han räddade Kevin Owens när Shane McMahon skulle göra en elbow drop från toppen av Hell in a Cell buren.